# Lantana clarazii
Lantana clarazii là một loài thực vật có hoa trong họ Cỏ roi ngựa. Loài này được Ball mô tả khoa học đầu tiên năm 1884.